# Ivan Merz
Ivan Merz (n. 16 decembrie 1896, Banja Luka, Bosnia și Herțegovina – d. 10 mai 1928, Zagreb, Regatul Iugoslaviei) a fost un laic catolic din Bosnia și un important susținător al Bisericii Catolice din Croația.

## Biografie
Fericitul Ivan Merz s-a născut la Banja Luka la 16 decembrie 1896 și a primit Botezul la 2 februarie 1897. Aici a frecventat școala elementară și gimnazială. După o scurtă perioadă petrecută la Academia Militară din Wiener Neustadt, în 1915 s-a înscris la Universitatea din Viena, aspirând să devină profesor pentru a se putea dedica instrucției și educației tinerilor din Bosnia, după exemplul profesorului său Ljubomir Marakovic, căruia îi era mereu recunoscător pentru că l-a ajutat să descopere bogăția credinței catolice.
În martie 1916 a fost înrolat în armată, pentru a fi apoi trimis pe frontul italian, unde a petrecut o bună perioadă de timp, în anii 1917-1918. Experiența războiului a contribuit la o rapidă maturizare spirituală a tânărului care, indignat pentru ororile la care a fost martor, și-a încredințat viața în mâinile lui Dumnezeu, propunându-și să tindă cu toate forțele spre perfecțiunea creștină. "Să nu-l uiți niciodată pe Dumnezeu! Să dorești să te unești mereu cu el... Ar fi un lucru teribil dacă acest război nu ar avea nici un folos pentru mine!... Trebuie să încep o viață regenerată în spiritul noii conștiințe a catolicismului. Totodată, ajută-mă, Doamne, deoarece omul nu poate face nimic de la sine însuși". Astfel scria în jurnal, la 5 februarie 1918, în timp ce era pe front.
După război s-a întors la Viena pentru a-și continua studiile (1919-1920) și, imediat, s-a transferat la Paris (1920-1922), unde și-a pregătit teza de doctorat intitulată: "Influența liturgiei asupra scriitorilor francezi, de la Chateaubriand până astăzi", cu care la Universitatea din Zagreb obține titlul de doctor în filozofie. Pentru restul scurtei sale vieți a fost profesor de limbă și literatură franceză la gimnaziul arhiepiscopal din Zagreb, îndeplinindu-și cu o dăruire exemplară misiunea sa.
Fericitul devine cunoscut mai ales ca apostol al tinerilor, mai întâi în "Liga Tinerilor Catolici Croați", apoi în "Liga Croată a Vulturilor", al cărei spiritus movens a fost și cu care a inaugurat în Croația Acțiunea Catolică, voită de papa Pius al XI-lea. Pentru el, organizația trebuia, înainte de toate, să contribuie la formarea unei elite de apostoli ai sfințeniei. În același scop trebuia să servească și reînnoirea liturgică, pentru care el a fost în Croația unul dintre primii promotori, anticipând cu patru decenii ideile directoare ale Conciliului Vatican II.
Din activitatea sa nu au lipsit neînțelegerile și dificultățile de diferite feluri, pe care el le-a înfruntat cu un calm uimitor, rod al unei continue uniri cu Dumnezeu în rugăciune. El era "cu mintea și inima scufundat în supranatural". Convins că mijlocul cel mai puternic pentru a salva sufletele este suferința încredințată Domnului, oferea eforturile sale fizice și morale spre a obține binecuvântarea pentru acțiunile sale apostolice și, înainte de a muri, și-a oferit tânăra sa viață pentru "vulturii" săi. A murit la Zagreb la 10 mai 1928, la vârsta de 32 de ani, lăsând în urmă, despre sine, o autentică faimă de sfințenie.
În cadrul sfintei Liturghii de beatificare, de la Banja Luka, în fața a peste 50.000 de persoane, Sfântul Părinte Ioan Paul al II-lea spunea despre Ivan Merz: "Participând la Liturghie, hrănindu-se cu trupul lui Cristos și cuvântul lui Dumnezeu, s-a simțit îndemnat să devină apostol al tinerilor. Nu și-a ales la întâmplare motoul «sacrificiu - Euharistie - apostolat». Conștient de vocația sa primită la Botez, a făcut din viața sa o cursă spre sfințenie".